# Andrzej Puk
Andrzej Puk – ur. 4 lutego 1971 Sosnowiec, polski bokser amatorski, trzykrotny wicemistrz Polski w kategorii lekkopółśredniej (1990, 1993, 1997), dwukrotny brązowy medalista w roku 1993 oraz 1996, dwukrotny medalista turnieju Stamma z roku 1989 oraz 1990. Podczas swojej kariery amatorskiej reprezentował barwy klubów: AKS Niwka, Górnika Sosnowiec, Hetmana Zamość i  Walki Zabrze.

## Kariera amatorska
Trzykrotnie zdobywał wicemistrzostwo Polski w kategorii lekkopółśredniej. W finale w roku 1990 przegrał z Jerzym Ziętkiem, w 1994 z Grzegorzem Aponiem a w 1997 z Mariuszem Cendrowskim. Dwukrotnie zajmował trzecie miejsce mistrzostw Polski w tej samej kategorii wagowej w roku 1993 oraz 1996.
W 1991 roku podczas meczu USA vs. Polska przegrał na punkty (3:0) z Shane’em Mosleyem.

### Inne rezultaty
- Turniej im. Feliksa Stamma, Warszawa, 1989 – III miejsce[7]
- Turniej im. Feliksa Stamma, Warszawa, 1990 – III miejsce[8]